# Saptari (district)

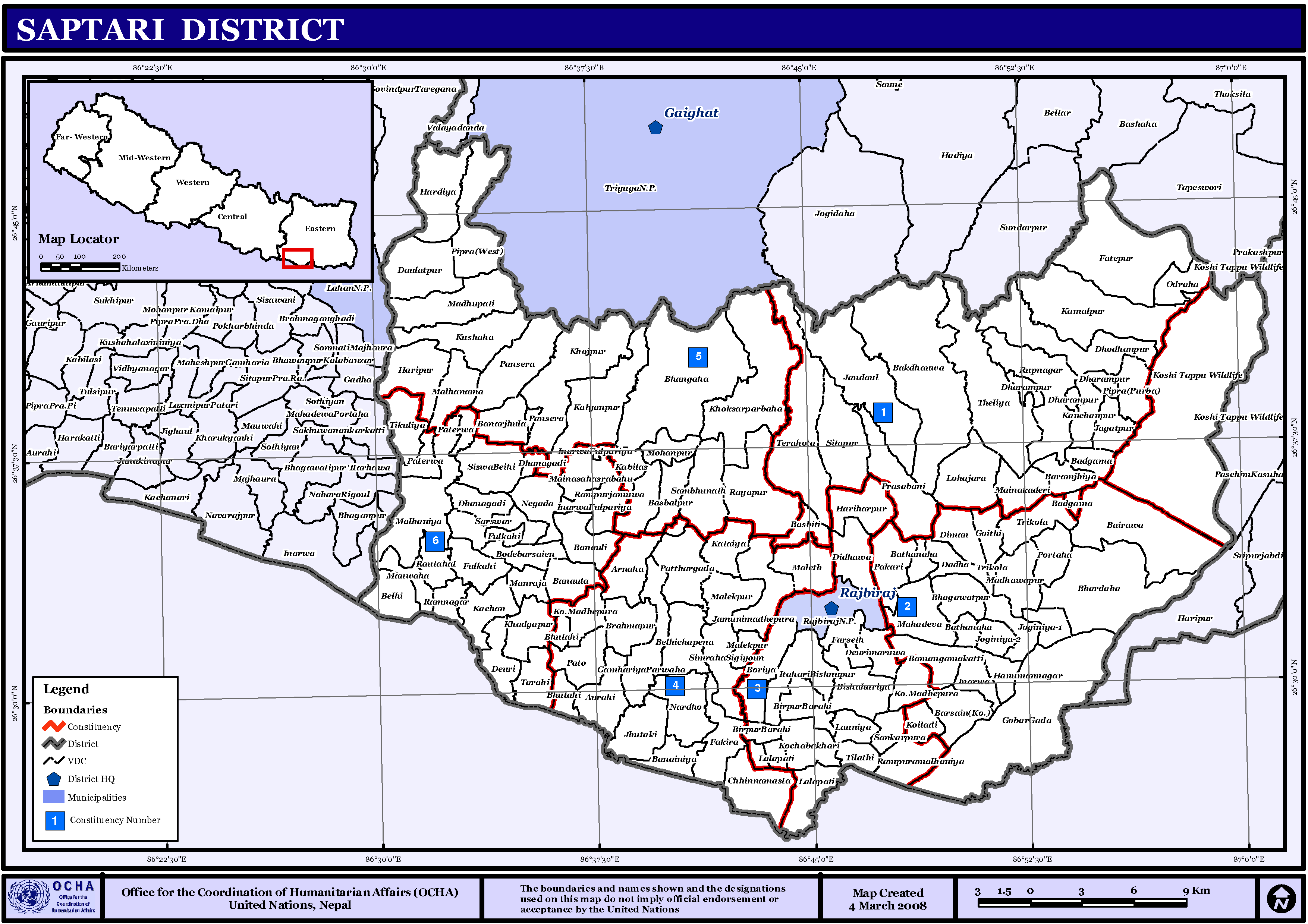
Kaart van Saptari

Saptari (Nepalees: सप्तरी) is een van de 75 districten van Nepal. Het district is gelegen in de bestuurlijke zone Sagarmatha en de hoofdstad is Rajbiraj.

## Stedenendorpscommissies[2][3]
- Stad: Nepalees: nagarpalika of N.P.; Engels: municipality;
- Dorpscommissie: Nepalees: panchayat; Engels: village development committee of VDC.

- Steden (1): Rajbiraj.
- Dorpscommissies (114): Arnaha, Aurahi, Badgama, Bairawa, Bakdhauwa (of: Bakdhuwa), Banainiya, Banamgamakatti (of: Bamangamakatti), Banarjhula, Banaula, Banauli, Baramjhiya (of: Barmajhiya), Barsain (Ko), Basbalpur, Basbiti, Bathanaha, Belhi, Belhichapena (of: Belhi Chapena), Bhagawatpur, Bhangaha, Bhardaha, Bhutahi, Birpurbarahai (of: Birpur Barahi), Bishahariya (of: Bisahariya), Bodebarsaien (of: Bode Barsain), Boriya, Brahmapur (of: Bramhapur), Chhinnamasta, Dadha, Daulatpur, Deuri, Deurimaruwa (of: Deuri Bharuwa), Dhanagadi (of: Dhangadhi), Dharampur (of: Dharmpur), Dhodhanpur, Didhawa, Diman, Fakira (of: Phakira), Farseth (of: Pharseth), Fatepur (of: Phattepur), Fulkahi (of: Phulkahi), Gamhariya Parwaha, Gobar Gada (of: Gobargadha), Goithi, Hanumannagar (of: Hanuman Nagar), Hardiya, Hariharpur, Haripur, Inarawa (of: Inarwa), Inarawa Fulpariya (of: Inarwa Fulbariya, of: Inarwa Phulbariya), Itahari Bishnupur, Jagatpur, Jamunimadhepura (of: Jamuni Madhepura), Jandaul, Jhutaki, Joginiya-1, Joginiya-2, Kabilash (of: Kabilasha), Kachan, Kalyanpur, Kamalpur, Kanchanpur, Kataiya, Khadgapur (of: Khadakpur), Khojpur, Khoksarparbaha (of: Khoksar Parbaha), Ko.Madhepura (of: Komadhepura), Kochabakhari (of: Kochbhakari), Koiladi, Kushaha, Lahajara (of: Lohajara), Lalapati (of: Lalapatti), Launiya, Madhawapur (of: Madhwapur), Madhupati (of: Madhupatti), Mahadeva, Mainakaderi (of: Maina Kateri), Mainasahasrabahu (of: Maina Sahasrabahu), Malekpur, Maleth, Malhanama (of: Malahanama), Malhaniya, Manraja, Mauwaha, Mohanpur, Nardho (of: Nargho), Negada, Odraha, Pakari, Pansera, Paterwa, Pato, Patthargada, Pipra (Phurba) (of: Pipra Purba), Pipra (West) (of: Pipra Paschim, of: Pipra(Pashchim)), Portaha, Prasabani (of: Prasbani), Ramnagar, Rampuraamalhaniya (of: Rampuramalhaniya, of: Rampur Malahaniya), Rampurjamuwa (of: Rampur Jamuwa), Rautahat, Rayapur (of: Nakti Rayapur), Rupnagar, Sambhunath, Sankarpura, Saraswor (of: Sarshwar), Simraha Sigiyoun, Siswa Beihi (of: Siswa Belhi), Sitapur, Tarahi, Terahota (of: Terahauta, of: Terhauta), Theliya, Tikuliya, Tilathi, Trokola (of: Trikaula, of: Trikaul).

Achham · 
Arghakhanchi · 
Baglung · 
Baitadi · 
Bajhang · 
Bajura · 
Banke · 
Bara · 
Bardiya · 
Bhaktapur · 
Bhojpur · 
Chitwan · 
Dadeldhura · 
Dailekh · 
Dang · 
Darchula · 
Dhading · 
Dhankuta · 
Dhanusa · 
Dolkha · 
Dolpa · 
Doti · 
Gorkha · 
Gulmi · 
Humla · 
Ilam · 
Jajarkot · 
Jhapa · 
Jumla · 
Kailali · 
Kalikot · 
Kanchanpur · 
Kapilvastu · 
Kaski · 
Kathmandu · 
Kavrepalanchok · 
Khotang · 
Lalitpur · 
Lamjung · 
Mahottari · 
Makwanpur · 
Manang · 
Morang · 
Mugu · 
Mustang · 
Myagdi · 
Nawalparasi · 
Nuwakot · 
Okhaldhunga · 
Palpa · 
Panchthar · 
Parbat · 
Parsa · 
Pyuthan · 
Ramechhap · 
Rasuwa · 
Rautahat · 
Rolpa · 
Rukum · 
Rupandehi · 
Salyan · 
Sankhuwasabha · 
Saptari · 
Sarlahi · 
Sindhuli · 
Sindhulpalchok · 
Siraha · 
Solukhumbu · 
Sunsari · 
Surkhet · 
Syangja · 
Tanahu · 
Taplejung · 
Terhathum · 
Udayapur